# Sint-Rochuskapel (Appelterre)

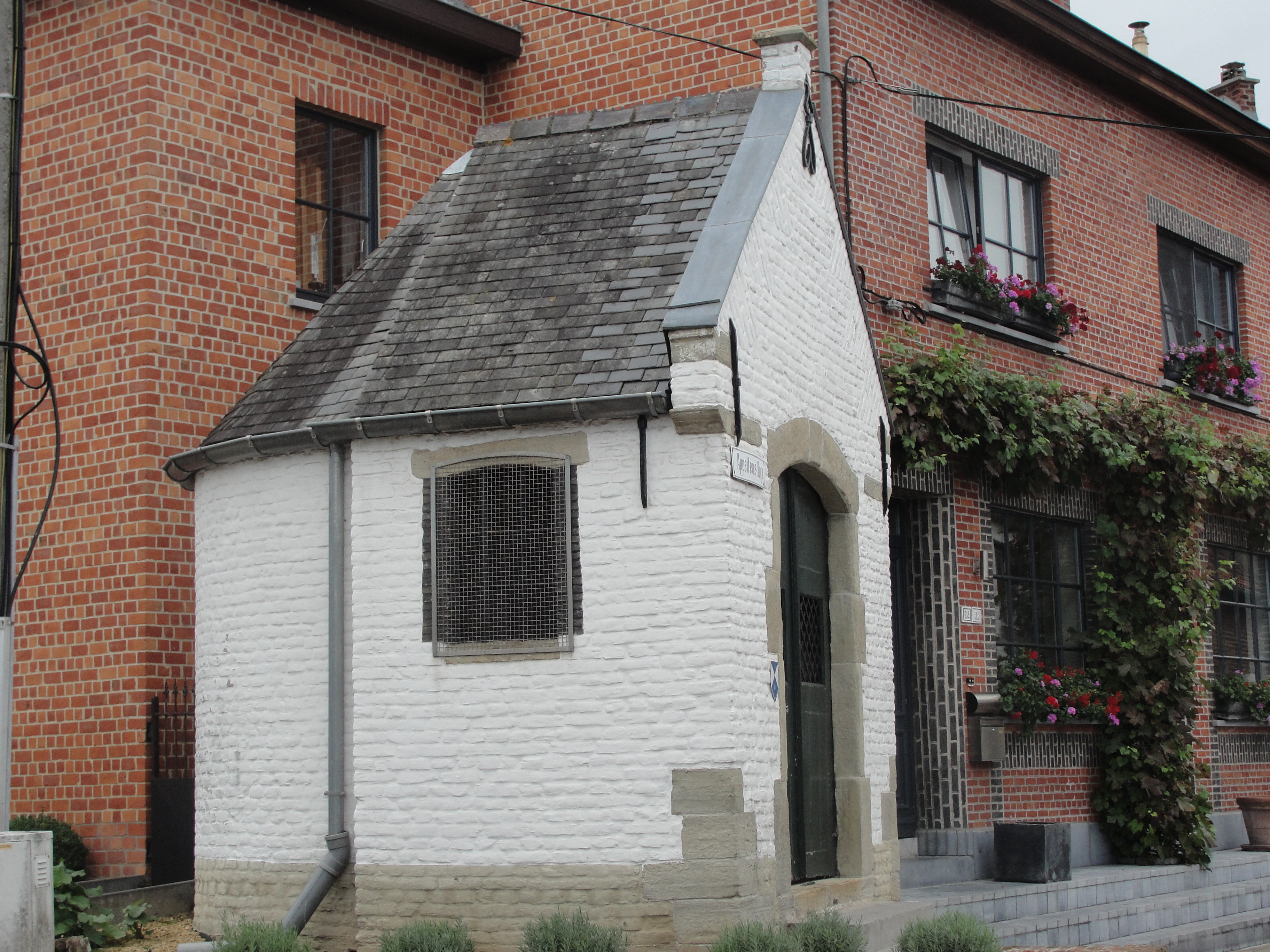
Sint-Rochuskapel

De Sint-Rochuskapel is een kapel in Appelterre in de Belgische stad Ninove. De kapel staat aan de straat Appelterre-Dorp.
Deze kapel werd gebouwd in de 18e eeuw en is opgetrokken in baksteen met zandstenen plint en hoekblokken. De kapel wordt betreden via een arduinen trapje en een segmentboogpoortje, gevat in een tuitgevel. Het altaar is voorzien van imitatiemarmer. De kapel heeft een halfronde apsis.
De kapel is gelegen op de plaats waar het Sint-Rochusvoetpad de hoofdstraat kruist. Dit voetpad loopt via de kapel naar de dorpskerk.
De Sint-Rochuskapel werd in 2001 beschermd als monument.